# П'єр Луїджі Берсані
П'єр Луїджі Берсані (італ. Pier Luigi Bersani; нар. 29 вересня 1951, Беттола, Емілія-Романья, Італія) — італійський політик, міністр у лівоцентристських кабінетах в 1996-2001 і в 2006-2008. 25 жовтня 2009 обраний головою Демократичної партії.

## Біографія
Народився в Беттоле (регіон Емілія-Романья). Вивчав філософію в Болонському університеті. Був членом Італійської комуністичної партії і Партії демократичних лівих сил.
У 1994-1996 обіймав посаду президента провінції Емілія-Романья.
У 1996-2001 послідовно був міністром промисловості, комерції та туризму, а потім міністром транспорту (з 1999) в кабінетах Романо Проді, Массімо Д'Алема і Джуліано Амато. Після переходу лівоцентристів в опозицію займав різні партійні пости.
У 2004-2006 також був депутатом Європарламенту, брав участь у роботі комісії з економічної та грошової політики (ECON).
У 2006-2008 займав пост міністра економічного розвитку в кабінеті Романо Проді.
На що відбулися 25 жовтня 2009 виборах глави Демократичної партії, в яких взяло участь 2,5 мільйона осіб, обраний головою.
22 березня 2013 президент Італії Джорджо Наполітано доручив Берсані сформувати новий уряд, але тому не вдалося заручитися підтримкою інших партій, необхідної для створення коаліції.
20 квітня 2013 пішов у відставку з посади голови Демократичної партії після провалу партії на президентських виборах.
6 січня 2014 переніс операцію на мозку в університетському госпіталі Парми.